# Eugen Hartung
Eugen Hartung (* 5. Juli 1897 in Wäldi, Kanton Thurgau; † 18. August 1973 in Zürich) war ein Schweizer Maler und Grafiker.
Der Illustrator und Maler Eugen Hartung wuchs in einer künstlerisch geprägten Familie auf. Sein Bruder Wilhelm Hartung war ein bekannter Maler und Freskant, dessen Sohn Willi Hartung wurde ebenfalls Maler.
Nach dem Besuch der Kunstgewerbeschule in Zürich folgten Studienreisen nach Frankreich und Italien, wo zahlreiche Landschafts- und Porträtmalereien entstanden.
Zurück in der Schweiz folgten Ausstellungen, u. a. 1930 im Kunsthaus Zürich.
Den Durchbruch schaffte er jedoch als Illustrator, wo er schnell einem grossen Publikum mit seinen Titelbildern zur populären Jugendzeitschrift "Der Globi" bekannt wurde. Für diese Zeitschrift arbeitete er von 1930 bis 1945. Daneben erstellte Eugen Hartung Illustrationen für Bücher wie "Der Schützenkönig" von Ernst Eschmann, "Die Leute von Seldwyla" von Gottfried Keller, "Unser Heimatland 1291" von A. Gasser und seine bekannteste Arbeit als Buchillustrator für das Singbuch Chömed Chinde, mir wänd singe, herausgegeben 1946 von der Nahrungsmittelfabrik Maggi, Kemptthal. Dieses Singbuch wird auch heute noch aufgelegt und ist mehreren Generationen in der Schweiz unter dem Begriff "Maggi Singbuch" in Erinnerung.
Einen weiteren grossen Erfolg erzielte Eugen Hartung mit seinen zahlreichen Katzenillustrationen in Menschengestalt, die als Postkarten in der ganzen Welt Verbreitung fanden. Später wurden auch sechs Bücher mit seinen Katzenbildern herausgegeben.
In den 30er Jahren schuf Eugen Hartung auch einige Wandbilder für Gebäude in Zürich – oftmals für Kindergärten aber auch für Restaurants und das Amtshaus V. Die noch heute existierenden Wandgemälde stehen unter Denkmalschutz.
Seine künstlerische Vielseitigkeit zeigte sich auch in seiner Tätigkeit als Bühnenbildner am Stadttheater Zürich. Mit einigen Schulwandbildern zum Thema Verkehr fand seine Arbeit auch Einzug in den Schulunterricht der 30er Jahre.
Hartung heiratete 1923 Maria Magdalena, geborene Schmid. Sie war die Schwester des Malers Konrad Schmid. Auf der Homepage über Eugen Hartung findet man eine umfangreiche Übersicht über die Arbeit von Eugen Hartung.